# Discographie de Michel Portal
Cette page décrit la discographie du musicien et compositeur de jazz Michel Portal.

## Albums studio
- 1969 : Our Meanings and our feelings (Pathé-EMI).
- 1970 : Alors !!! (Futura records) avec John Surman, Barre Phillips, Stu Martin, Jean-Pierre Drouet.
- 1971 : Splendid Yzlment (Sony Music) avec Howard Johnson, Jouk Minor, Barre Phillips, Runo Erikksson,  Pierre Favre, Gérard Marais.
- 1979 : Il Piacere (Owl Records) avec Aldo Romano avec Jean-François Jenny-Clark et Claude Barthélemy - produit par Jean-Jacques Pussiau.
- 1980 : ¡Dejarme solo! (Disques Dreyfus - Sony Music).
- 1987 : Turbulence (Harmonia Mundi).
- 1993 : Any Way (Label Bleu).
- 1994 : Cinema's (Label Bleu) (compilation de certaines de ses musiques de film réinterprétées).
- 1998 : Dockings (Label Bleu).
- 2000 : Burundi (PAO Records) avec Stephen Kent, Mino Cinelu.
- 2001 : Minneapolis (Universal) avec Tony Hymas, Sonny Thompson, Michael Bland, Vernon Reid - produit par Jean Rochard.
- 2007 : Birdwatcher (Universal) avec Tony Malaby, Tony Hymas, Erik Fratzke, François Moutin, Airto Moreira, JT Bates, Jef Lee Johnson, Sonny Thompson, Michael Bland - produit par Jean Rochard.
- 2010 : Baïlador (Universal) avec Ambrose Akinmusire, Bojan Z, Lionel Loueke, Scott Colley, Jack DeJohnette - produit par Bojan Z.
- 2016 : Radar: Live at Theater Gütersloh (Intuition) avec Richie Beirach et le WDR Big Band.
- 2021 : MP85 paru chez Label Bleu en mars.

## Albums live
- 1973 : No, No But It May Be (Le Chant du Monde), avec Bernard Vitet, Beb Guérin, Léon Francioli, Pierre Favre, Tamia.
- 1979 : Chateauvallon 1976, L'Escargot avec Beb Guérin, Léon Francioli, Bernard Lubat.
- 1981 : Arrivederci le Chouartse (Hathut Records) avec Léon Francioli, Pierre Favre.
- 1987 : Men's Land live du 8 mai 1987 au 7e Festival international de jazz d'Amiens enregistré au Grand Théâtre de la Maison de la culture d'Amiens.
- 1988 : 9/11 p.m. Town Hall live du 29 juin 1988 à The Town Hall, New York.
- 1997 : Blow up (Dreyfuss Jazz) avec Richard Galliano.
- 1999 : Fast Mood avec Martial Solal.
- 2002 : Minneapolis We Insist ! (Universal) avec Tony Hymas, Jef Lee Johnson, Sonny Thompson, Michael Bland, Vernon Reid - produit par Jean Rochard.
- 2003 : Dipping in Minneapolis (trois CD : Minneapolis, Minneapolis We Insist !, et Minneapolis Tour Guide) (Universal).
- 2003 : Chateauvallon: 23 août 1972 (Universal) avec Bernard Vitet, Beb Guérin, Léon Francioli, Pierre Favre, Tamia - réédition produite par Jean Rochard.
- 2004 : Concerts avec Richard Galliano.
- 2006 : Improvista (Éditions Labeluz) avec Bernard Lubat, film DVD de Pascal Convert.

## Enregistrements classiques

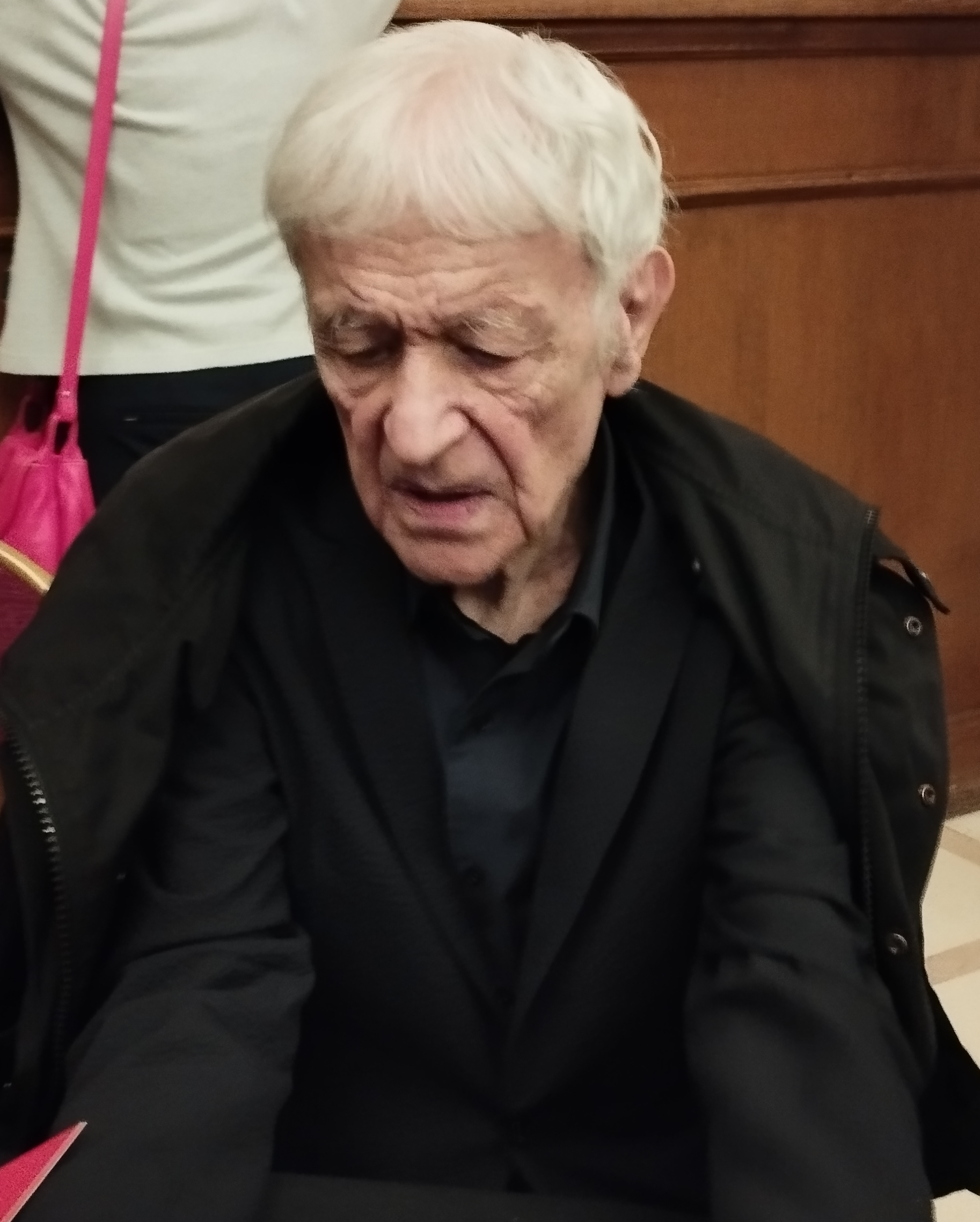
Michel Portal en mars 2023, à l'issue d'une représentation au théâtre des Champs-Élysées.

- 1969 : Sonates pour clarinette et piano op. 120, Johannes Brahms (Harmonia Mundi), avec Georges Pludermacher — piano. Collection musique d'abord.
- 1971 : Domaines, Pierre Boulez (Harmonia Mundi), avec Musique Vivante et Diego Masson. Collection musique d'abord.
- 1984 : Quintette pour clarinette et cordes K. 581 et Trio pour clarinette, alto et piano K. 498, W. A. Mozart (Harmonia Mundi), avec Régis Pasquier et Roland Daugareil — violon, Bruno Pasquier — alto, Roland Pidoux — violoncelle, Jean-Claude Pennetier — piano. Collection Musique d'abord. Réédité en 2006 dans la collection The harmonia mundi Mozart Edition.
- 1989 : Concerto pour clarinette et Symphonies n°21 & 27, W. A. Mozart (Harmonia Mundi), avec le Wiener Kammerorchester et Philippe Entremont — direction. Collection musique d'abord.
- 1990 : Quintettes op. 111 & 115, Johannes Brahms (Harmonia Mundi), avec Gérard Caussé — alto et le Melos Quartett. Collection musique d'abord.
- 2005 : Génération - Feuermann - Ritratto Concertante - Phonal, de Jean-Louis Agobet (Timpani). Portal joue avec Alain Billard et Paul Meyer sur Génération, Concerto grosso pour trois clarinettistes et orchestre[1].

## Participations
- 1965 : Barbara no 2 : saxophone.
- 1997 : Quatre fois trois de Daniel Humair (Label Bleu) avec J. F. Jenny-Clark, D. Liebman - M. Ducret, B. Chevillon - M. Portal, J. Kühn - G. Garzone, H. Crook.
- 1998 : French Touch de Richard Galliano (Francis Dreyfus) avec Michel Portal, J. F. Jenny-Clark et Daniel Humair (première session, mai 1998), et André Ceccarelli, Rémi Vignolo et J. M. Ecay (seconde session, juin 1998).
- 2006 : Joko de Sylvain Luc (Francis Dreyfus).
- 2009  : Remembering Weather Report de Miroslav Vitouš.
- 2012 : Gouache (en) de Jacky Terrasson

## Musique de films
- 1967 : Gromaire (court métrage) de François Reichenbach
- 1968 : Le Viol de Jacques Doniol-Valcroze
- 1969 : Money-Money de José Varela
- 1969 : Un fils unique de Michel Polac
- 1970 : Les Trois Cousins, court métrage de René Vautier
- 1970 : Hoa-Binh de Raoul Coutard
- 1974 : France société anonyme d'Alain Corneau (séquence du bistrot)
- 1975 : La Cecilia de Jean-Louis Comolli
- 1976 : Les Conquistadores de Marco Pauly
- 1976 : Sérail d'Eduardo de Gregorio
- 1977 : Pour Clémence de Charles Belmont
- 1979 : L'Adoption de Marc Grunebaum
- 1979 : Les Chiens d'Alain Jessua
- 1979 : Écoute voir de Hugo Santiago
- 1979 : La Mémoire courte d'Eduardo de Gregorio
- 1981 : L'Ombre rouge de Jean-Louis Comolli
- 1982 : Café Plongeoir de Jérôme Boivin (court métrage)
- 1982 : Le Retour de Martin Guerre de Daniel Vigne
- 1983 : Balles perdues de Jean-Louis Comolli
- 1984 : Les Cavaliers de l'orage de Gérard Vergez
- 1984 : Le Voyage de Michel Andrieu
- 1985 : Bras de fer de Gérard Vergez
- 1986 : Max mon amour de Nagisa Ōshima
- 1987 : Milan noir de Ronald Chammah
- 1987 : Champ d'honneur de Jean-Pierre Denis
- 1987 : Yeelen (La Lumière) de Souleymane Cissé
- 1987 : Le Moine et la Sorcière de Suzanne Schiffman
- 1988 : En toute innocence d'Alain Jessua
- 1988 : Prisonnières de Charlotte Silvera
- 1988 : Deux minutes de soleil en plus de Gérard Vergez
- 1989 : Natalia de Bernard Cohn
- 1989 : Die toten Fische de Michael Synek
- 1989 : Une histoire de vent de Joris Ivens
- 1989 : Les Enfants du désordre de Yannick Bellon
- 1990 : Los Ángeles
- 1990 : Trois années de Fabrice Cazeneuve
- 1990 : Aventure de Catherine C. de Pierre Beuchot
- 1990 : Ke arteko egunak d'Antonio Eceiza
- 1990 : Docteur Petiot de Christian de Chalonge
- 1991 : Écrans de sable de Randa Chahal Sabbag
- 1992 : Le Retour de Casanova d'Édouard Niermans
- 1994 : La Machine de François Dupeyron
- 1996 : Le Bel Été 1914 de Christian de Chalonge
- 1997 : Buud Yam
- 1997 : Le Comédien de Christian de Chalonge
- 1997 : Les Couleurs du diable (chansons) d'Alain Jessua
- 1998 : Le serpent a mangé la grenouille d'Alain Guesnier
- 1999 : C'est quoi la vie ? de François Dupeyron
- 2000 : Passionnément de Bruno Nuytten
- 2000 : Aïe de Sophie Fillières
- 2001 : Te quiero de Manuel Poirier
- 2005 : La Petite Chartreuse de Jean-Pierre Denis
- 2006 : Jean de la Fontaine, le défi de Daniel Vigne
- 2012 : Ici-bas de Jean-Pierre Denis
- 2015 : Un amour (roman) de Richard Copans
- 2015 : Joconde de Lora Mure-Ravaud

## Musique pour la télévision

### Téléfilms et séries
- 1979 : Le Grand inquisiteur
- 1979 : L'Homme sandwich
- 1980 : La Sourde oreille
- 1981 : Le Cheval-vapeur
- 1981 : La Ville noire
- 1983 : Le Jardinier récalcitrant
- 1983 : L'Île bleue
- 1983 : Fou comme l'oiseau
- 1984 : L'Aide-mémoire
- 1984 : L' Ennemi public no 2
- 1985 : Shangaï Skipper
- 1987 : Bonne chance monsieur Pic !
- 1987 : Un nouveau dans la ville (épisode de la sérié télévisée L'Heure Simenon)
- 1989 : Bouvard et Pécuchet
- 1989 : Le Train de Vienne
- 1989 : Une table pour six
- 1989 : Marie-Antoinette, reine d'un seul amour
- 1989 : À corps et à cris
- 1990 : Le Diable en ville (épisode de la sérié télévisée Les Dossiers de l'inspecteur Lavardin)
- 1990 : Peintures de guerre
- 1990 : Le Diable au corps
- 1990 : L'Ami Giono : Onorato
- 1990 : L'Ami Giono : Ivan Ivanovitch Kossiakoff
- 1990 : Une table pour six (épisode de la sérié télévisée V comme vengeance)
- 1990 : Alcyon
- 1992 : Mes coquins
- 1992 : La Peur
- 1993 : Pour demain
- 1993 : Est & Ouest : Les paradis perdus
- 1993 : L'Interdiction de Jean-Daniel Verhaeghe
- 1993 : Un pull par-dessus l'autre
- 1993 : Eugénie Grandet
- 1995 : Un orage immobile
- 1995 : Capitaine Cyrano
- 1996 : Pêcheur d'Islande
- 1996 : L'Enfant sage
- 1996 : Histoire d'hommes
- 1997 : Mélanie
- 1998 : Mes enfants étrangers
- 1998 : L'Inventaire
- 1998 : Les Brumes de Manchester
- 1998 : De gré ou de force
- 2000 : La Laïque
- 2000 : La Dette
- 2002 : L'Ami de Patagonie
- 2002 : À cause d'un garçon
- 2002 : L'Enfant des lumières (mini-série)
- 2002 : Sous bonne garde
- 2003 : Un fils de notre temps
- 2005 : Éliane
- 2006 : Les Aventuriers des mers du Sud
- 2010 : Les Mensonges

### Autres formats
- 1981 : Droit de réponse (émission)

## En tant qu'acteur
- 1961 : Paris Blues de Martin Ritt (un musicien)
- 1969 : Money-Money de José Varela (un musicien)